# Nordkalottrådet

Nordkalotterådet i Norge, Sverige och Finland.

Nordkalottrådet är en gränsregional samarbetsorganisation på Nordkalotten i norra Norden. Verksamheten finansieras till stor del av Nordiska ministerrådet som bildade Nordkalottrådet 1971.

## Ingående organisationer
Norge
- Nordland fylkeskommune
- Troms fylkeskommune
- Finnmark fylkeskommune

Sverige
- Länsstyrelsen i Norrbottens län
- Norrbottens läns landsting
- Norrbottens handelskammare
- Kommunförbundet Norrbotten

Finland
- Lapplands landskapsförbund
- Lapplands länsstyrelse
- Lapplands handelskammare
- Lapplands miljöcentral

## Verksamhet
Nordkalottrådet arbetar med att:
- Generera och initiera nya projektverksamheter
- Informera och utöva rådgivning
- Bevilja medfinansiering till gränsöverskridande samarbetsprojekt
- Fungera i begränsad omfattning som projektägare i sådana strategiskt viktiga projekt som saknar naturliga huvudmän

Verksamhet bedrivs i projektform, och vid behov tillsätts arbetsgrupper för tidsbegränsade uppdrag. För kultur- och miljösamarbetet har Nordkalottrådet bildat två nätverksgrupper, Nordkalottens kulturråd och Nordkalottens miljöråd.

## Historia
Rådets historia börjar 1967, då arbetsmarknadsministrarna i Finland, Sverige och Norge tillsatte Nordkalottkommittén. År 1973 fick kommittén status som nordisk ämbetsmannakommitté, och efter en omorganisation av verksamheten 1997 bytte kommittén namn till Nordkalottrådet.